# Jamesia pyropina
Jamesia pyropina är en skalbaggsart som beskrevs av Dillon 1945. Jamesia pyropina ingår i släktet Jamesia och familjen långhorningar. Inga underarter finns listade i Catalogue of Life.